# جان پی. جونز
جان پرسیوال جونز (انگلیسی: John Percival Jones؛ زاده ۲۷ ژانویهٔ ۱۸۲۹ - درگذشته ۱۲ نوامبر ۱۹۱۲) سناتور سابق عضو جمهوری‌خواه بود. وی در سال ۱۸۷۳ تا ۱۸۹۵ و ۱۸۹۵ تا ۱۹۰۱ و ۱۹۰۱ تا ۱۹۰۳ میلادی سناتور ایالت نوادا در سنای ایالات متحده آمریکا بود.